# Daniela Andrade
Daniela Andrade, née le 15 août 1992 à Montréal, est une chanteuse et compositrice hondurienne-canadienne.

## Biographie
Originaire du Québec, Daniela Andrade grandit dans un foyer en difficulté financière. Elle est la cadette de quatre frères et sœurs,,.
Son père, Necthaly Andrade, est un ancien directeur de chorale et un guitariste qui a immigré du Honduras au Canada en 1987. En 2003, il monte une entreprise de construction de préfabriqués à Edmonton, Alberta, où la jeune fille passe toute son enfance,.
La famille appartient à une église adventiste du septième jour et, conformément à l'interdiction de la danse et de la musique dans cette religion, sauf pour louer et servir Dieu, la mère de famille contrôle la musique dans la maison familiale, désapprouvant même la musique préférée de son père, telles les compositions de Jose Luis Perales et de Julio Iglesias. Néanmoins, Daniela Andrade s'initie à la guitare à l'âge de treize ans, aux côtés de son père,. Elle rejoint l'équipe de louange de son église, et présente son premier solo de chorale à l'âge de six ans.
Daniela Andrade écoute en ligne les groupes populaires des années 2000 pendant son temps libre, comme Metric et Linkin Park. Elle est également intéressée par les musiciens et musiciennes latinos comme Selena, Shakira et Jennifer Lopez, ce que ses parents n'apprécient pas toujours.
À partir de 2008, Daniela Andrade commence à se faire connaître en postant des vidéos sur le site web d’hébergement YouTube, dans lesquelles elle reprend notamment des chansons de Beyoncé, Nirvana ou Édith Piaf. Elle publie également ses reprises sur les sites de streaming musical SoundCloud et Spotify.
En 2011, elle obtient son diplôme de l'école secondaire Queen Elizabeth à Edmonton. Elle souhaite alors intégrer l'Université de l'Alberta pour devenir éventuellement professeur d'anglais. Elle renonce finalement à ce projet pour se consacrer à la musique.
En 2014, Daniela Andrade déménage à Toronto, avant de se réinstaller à Montréal à l'été 2015.

## Carrière musicale
En 2012, Daniela Andrade sort son premier EP de chansons originales, The Things We've Said, chez Crooked Lid Records. Ce projet est financé grâce à un prix reçu lors d'un concours de musique en ligne.
En 2013, elle publie la collection Covers, Vol. 1, ainsi que The Christmas EP. Sa version du titre Crazy de Gnarls Barkley devient virale en 2014, tout comme sa reprise acoustique de La Vie en Rose d'Édith Piaf. Sa musique est utilisée dans des publicités et des émissions de télévision, notamment Supergirl, Suits et The Umbrella Academy,.

## Reconnaissance
En 2015, Daniela Andrade remporte le prix Vista. En 2016, elle est nommée aux Premios Juventud dans la catégorie faiseur de hits préféré. En 2020, elle remporte le prix Hi-Fidelity du prix Prism, pour récompenser ses vidéos musicales innovantes.

## Discographie

### EPs
- 2012 : Things We've Said, Crooked Lid Records

- 2013 : The Christmas EP, Crooked Lid Records
- 2016 : Shore, Crooked Lid Records
- 2020 : Nothing Much Has Changed, I Don't Feel The Same, Crooked Lid Records

### Albums studio
- 2013 : Covers, Vol. 1, Crooked Lid Records
- 2019 : Tamale, Crooked Lid Records

### Collaborations
- 2016 : Hold Remixes, Dabin et Daniela Andrade, Kannibalen Records